# Agnieszka Chylińska
Agnieszka Barbara Chylińska (ur. 23 maja 1976 w Gdańsku) – polska piosenkarka, autorka tekstów, felietonistka, osobowość telewizyjna oraz autorka książek dla dzieci. Członkini Akademii Fonograficznej ZPAV.
W latach 1994–2003 wokalistka zespołu O.N.A., którego twórczość klasyfikowana jest jako pop-rock, hard rock i heavy metal. Nagrania formacji rozeszły się w nakładzie kilkuset tysięcy egzemplarzy, co uplasowało ją w czołówce polskiego rocka. W latach 2003–2006 wokalistka grupy Chylińska, projektu kontynuującego brzmienie z twórczości O.N.A. Od 2009 artystka solowa, wydała cztery albumy studyjne: Modern Rocking (2009), Forever Child (2016), Pink Punk (2018) i Never Ending Sorry (2022). Trzy z nich dotarły do pierwszego miejsca polskiej listy sprzedaży OLiS. Za sprzedaż swoich albumów otrzymała jedną potrójną platynową płytę, jedną platynową i dwie złote.
Laureatka czterech Eska Music Awards, dwóch Superjedynek, Bursztynowego Słowika i Złotej Telekamery. W styczniu 2002 nagrodzona Paszportem „Polityki” za „drapieżny głos, który jest najlepszym instrumentem zespołu O.N.A., za teksty piosenek i niebywałą energię na scenie”.

## Wczesne lata
Jest córką Barbary i Andrzeja Chylińskich, nauczycielki oraz historyka i dziennikarza. Ma starszego o trzy lata brata Wawrzyna „Variena” Chylińskiego, który jest perkusistą deathmetalowym, znanym z gry w zespołach Damnation, Forest of Impaled czy Against the Plagues.
Kiedy miała sześć lat, zaczęła pisać pierwsze wiersze. W 1994, w drugiej klasie liceum, porzuciła naukę, by poświęcić się muzyce.

## Kariera muzyczna
W marcu 1994, będąc w drugiej klasie liceum, zajęła trzecie miejsce na Festiwalu Piosenki Francuskiej w Starogardzie Gdańskim. Udział w tym konkursie okazał się dla niej znaczący, dzięki niemu poznała swój pierwszy zespół Second Face, którego została wokalistką. Po koncercie na Dniach Kociewia, na którym zagrali jako support zespołu Skawalker, odrzuciła propozycję śpiewania w zespole TSA Evolution, złożoną jej przez Zbigniewa Kraszewskiego. Przyjęła zaproszenie do śpiewania w Skawalkerze, który prowadził Grzegorz Skawiński. 14 maja 1994 rozpoczęła pracę nad pierwszym albumem zespołu, który wkrótce został przemianowany na O.N.A. W 1995 wydali album pt. Modlishka, a w kolejnych latach nagrali jeszcze cztery płyty studyjne: Bzzzzz (1996), T.R.I.P. (1998), Pieprz (1999) i Mrok (2001). W kwietniu 1997 podczas gali rozdania Fryderyków za rok 1996, odbierając nagrodę w kategorii zespół roku, skierowała do byłych nauczycieli słowa Fuck off, nienawidzę was, co wywołało skandal obyczajowy i było szeroko komentowane w ogólnopolskich mediach. W 2003 zespół O.N.A. zakończył działalność z powodu „rozbieżności artystycznych”, a Chylińska skompletowała nowy zespół muzyków, z którymi występowała pod własnym nazwiskiem jako zespół Chylińska, a 19 marca 2004 wydała album pt. Winna. W marcu 2006 zespół zakończył działalność. 10 września 2007 w warszawskim Teatrze Muzycznym „Roma” nagrany został koncert MTV Unplugged zespołu Hey, podczas którego Chylińska wraz z Kasią Nosowską wykonała piosenkę PJ Harvey pt. „Angelene”. 23 października 2009 wydała debiutancki album solowy pt. Modern Rocking, który został utrzymany w stylu dance, a za jego produkcję odpowiadał duet producencki Plan B (Bartek Królik i Marek Piotrowski). Płyta zdobyła szczyt listy najlepiej sprzedających się albumów w Polsce OLiS i uzyskała w pierwszym tygodniu sprzedaży status złotej płyty. Do końca 2009 album osiągnął nakład ponad 45 tys. egzemplarzy i status platynowej płyty. Chylińska w lutym 2010 za wydawnictwo otrzymała nominację do nagrody polskiego przemysłu fonograficznego Fryderyka w kategorii album roku pop, a za utwór „Nie mogę cię zapomnieć” odebrała wyróżnienie Cyfrowej Piosenki Roku. W 2010 otrzymała Złotego Dzioba za przebój roku, VIVA Comet Award za image roku, Eska Music Award dla artystki roku oraz dwie Superjedynki za przebój roku i album roku – pop

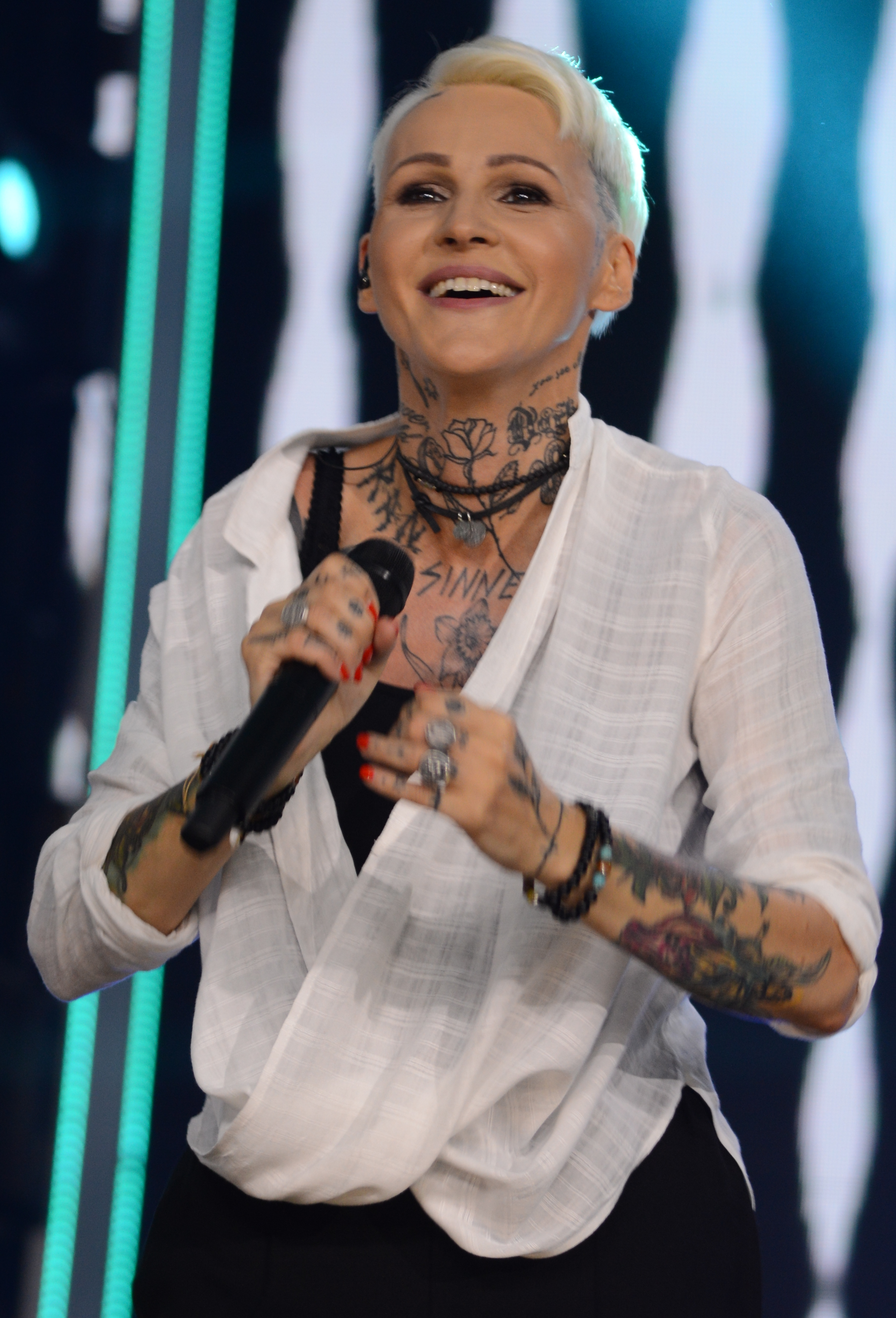
Chylińska podczas Top of the Top Sopot Festival 2022

W marcu 2014 wydała singel „Kiedy przyjdziesz do mnie”, którym zwiastowała nowy album. W czerwcu świętowała 20-lecie działalności artystycznej podczas festiwalu TOPtrendy. Na początku 2015 opublikowany został cover utworu „Against All Odds (Take a Look at Me Now)” Phila Collinsa, który nagrała z zespołem LemON z okazji 25-lecia radia RMF FM. Ponadto zajęła siódme miejsce w plebiscycie radia RMF FM na artystę 25-lecia, a zespół O.N.A. zajął 24. miejsce w tymże rankingu. 15 czerwca została odznaczona brązowym medalem „Zasłużony Kulturze Gloria Artis”.
30 września 2016 wydała drugi album solowy pt. Forever Child. Singel „Królowa łez” odniósł sukces na listach przebojów, zajmując pierwsze miejsce w zestawieniu AirPlay – Top najczęściej odtwarzanych utworów w polskich rozgłośniach radiowych i pokrywając się diamentem. Album, mimo rockowo brzmiącego singla, uważany jest za kontynuację poprzedniej płyty. 31 stycznia 2018 uzyskał status potrójnie platynowej płyty za sprzedaż ponad 90 tys. kopii. Trasa koncertowa promująca płytę rozpoczęła się w październiku 2016 i trwała do września 2018.
26 października 2018 wydała trzeci solowy album pt. Pink Punk, który promowała singlami: „Mam zły dzień” i „Schiza”. Zapowiedziała także nagranie albumu stworzonego we współpracy z Jerzym Owsiakiem. Album koncertowy pt. 25 lat Agnieszki Chylińskiej i Pol’and’Rock, zawierający zapis koncertu Chylińskiej z 3 sierpnia podczas Pol’and’Rock Festival, ukazał się na rynku 6 grudnia 2019. 15 grudnia rozpoczęła trasę koncertową „Warto było szaleć tak” celebrującą jej 25-letnią działalność na scenie muzycznej. W marcu 2020 ze względu na pandemię COVID-19 trasa koncertowa została zawieszona.
W maju 2020, w trakcie trwania pandemii COVID-19, wzięła udział w akcji #hot16challenge2 promującej zbiórkę funduszy na rzecz personelu medycznego. 15 sierpnia wystąpiła w cyklu Salon dźwięku, emitowanego w TVN i Player. W sierpniu ponownie wyruszyła w trasę koncertową świętującą 25-lecie kariery muzycznej.
28 października 2022 wydała czwartą solową płytę pt. Never Ending Sorry, którą zapowiadała utworami: „Jest nas więcej” i „Kiedyś do ciebie wrócę”.

## Działalność pozamuzyczna

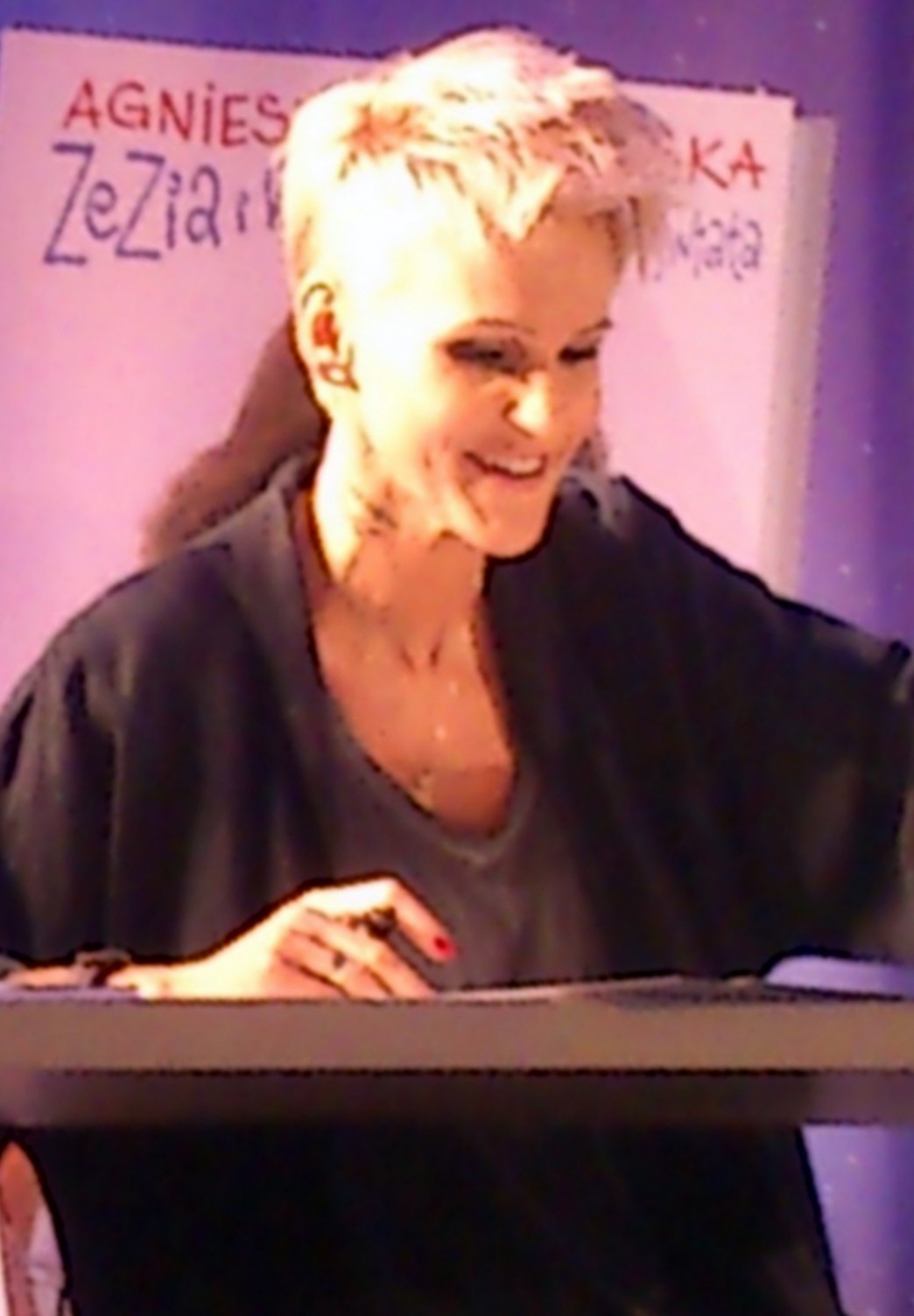
Chylińska na spotkaniu autorskim promującym książkę pt. „Zezia i wszystkie problemy świata” (2015)

Wystąpiła gościnnie w filmach Musisz żyć (1997) i Ostatnia misja (1999) oraz jednym z odcinków serialu Niania (2009). Była jedną z bohaterek serialu dokumentalnego Historia polskiego rocka (2008). Użyczyła głosu Złej Królowej w polskiej wersji językowej filmu animowanego 7 krasnoludków: Las to za mało – historia jeszcze prawdziwsza (2006) i jako Gocha zaśpiewała piosenkę „Ja siłę mam” w animacji Disco robaczki (2010).
W latach dziewięćdziesiątych pisała felietony dla magazynu „Elle”, a w latach 2006–2009 dla miesięcznika „Machina”.
Od 2008 jest jurorką talent show TVN-u Mam talent!. Była również jurorką w programie stacji MTV MTV Rockuje (2007) oraz Mali giganci (2015–2017) telewizji TVN. Za jurorowanie w Mam talent! dwukrotnie odebrała Telekamerę w kategorii „juror” (2014, 2015).
Od 2012 napisała osiem książek dla dzieci.
Od września 2013 do czerwca 2015 prowadziła w RMF FM niedzielną audycję Wszystkie numery Agnieszki Chylińskiej.
Czterokrotnie (2017, 2021, 2022, 2024) wzięła udział w spotach reklamujących sieć Play.

## Charakterystyka muzyczna i inspiracje
Do 2003 śpiewała w zespole O.N.A., którego muzyka klasyfikowana jest jako pop-rock, hard rock i heavy metal. Będąc wokalistką zespołu Chylińska, wykonywała muzykę z pogranicza rocka alternatywnego i hard rocka. Na pierwszy, solowy album pt. Modern Rocking nagrała piosenki zachowane w stylu house i synth pop i dance. Na kolejnych płytach umieszczała bardziej rockowy materiał.
W młodości słuchała Michaela Jacksona, Sandry i Modern Talking. Jako swoich muzycznych idoli wymienia Kurta Cobaina i Janis Joplin oraz zespoły Type O Negative i Korn. Ceni sobie również Katarzynę Nosowską, zwłaszcza za twórczość liryczną.

## Życie prywatne
Jej pierwszym mężem był Krzysztof Krysiak, menedżer działu marketingu wytwórni Sony Music, z którym poznała się w 1996 i którego poślubiła 20 kwietnia 2002 w Pałacu Opatów w Gdańsku-Oliwie, jednak rozwiedli się po 16 miesiącach małżeństwa. Niedługo później związała się z Markiem, wówczas pracującym w firmie reklamowej w Sopocie, który był również projektantem okładek płyt i plakatów dla O.N.A.. W 2010 wzięli ślub. Mają syna Ryszarda (ur. 2006) oraz dwie córki: Esterę (ur. 26 grudnia 2010) i Krystynę (ur. 8 stycznia 2013).

## Dyskografia

### Albumy studyjne
| Rok                                                                         | Dane dot. albumu | Najwyższe pozycje na listach | Najwyższe pozycje na listach | Certyfikat                | Sprzedaż       |
| Rok                                                                         | Dane dot. albumu | POL                          | SWE                          | Certyfikat                | Sprzedaż       |
| --------------------------------------------------------------------------- | --- | ---------------------------- | ---------------------------- | ------------------------- | -------------- |
| 2009                                                                        | Modern Rocking - Wydany: 23 października 2009 - Wytwórnia: EMI Music Poland - Formaty: CD, digital download                    | 1                            | –                            | - POL: platynowa płyta    | - POL: 45 000+ |
| 2016                                                                        | Forever Child - Wydany: 30 września 2016 - Wytwórnia: Warner Music Poland - Formaty: CD, digital download, winyl               | 1                            | 44                           | - POL: 3× platynowa płyta | - POL: 90 000+ |
| 2018                                                                        | Pink Punk - Wydany: 26 października 2018 - Wytwórnia: Warner Music Poland - Formaty: CD, digital download, winyl               | 2                            | –                            | - POL: złota płyta        | - POL: 15 000+ |
| 2022                                                                        | Never Ending Sorry - Wydany: 28 października 2022 - Wytwórnia: Sony Music Entertainment Poland - Formaty: CD, digital download | 1                            | –                            | - POL: 2× platynowa płyta | - POL: 60 000+ |
| „–” oznacza, że album nie był notowany lub nie został wydany w danym kraju. | |                              |                              |                           |                |

#### Albumy koncertowe
| Rok  | Dane dot. albumu | Najwyższa pozycja na liście |
| Rok  | Dane dot. albumu | POL                         |
| ---- | --- | --------------------------- |
| 2019 | 25 lat Agnieszki Chylińskiej i Pol’and’Rock - Wydany: 6 grudnia 2019 - Wytwórnia: Złoty Melon - Formaty: CD, DVD, digital download, 2×winyl                             | 14                          |
| 2024 | 30 lat Agnieszki Chylińskiej – Kiedyś do ciebie wrócę - Wydany: 15 listopada 2024 - Wytwórnia: Sony Music Entertainment Poland - Formaty: CD, digital download, 2×winyl | 3                           |

### Single
| Rok | Tytuł                                                   | Najwyższe pozycje na listach | Najwyższe pozycje na listach | Najwyższe pozycje na listach | Najwyższe pozycje na listach | Najwyższe pozycje na listach | Najwyższe pozycje na listach | Najwyższe pozycje na listach | Najwyższe pozycje na listach | Najwyższe pozycje na listach | Certyfikat              | Sprzedaż        | Album                                       |
| Rok | Tytuł                                                   | POL (airplay)                | POL (streaming)              | POL (airplay nowości)        | POL (airplay TV)             | POL (Billboard)              | RMF                          | Eska                         | SLiP                         | WiR                          | Certyfikat              | Sprzedaż        | Album                                       |
| --- | ------------------------------------------------------- | ---------------------------- | ---------------------------- | ---------------------------- | ---------------------------- | ---------------------------- | ---------------------------- | ---------------------------- | ---------------------------- | ---------------------------- | ----------------------- | --------------- | ------------------------------------------- |
| 2009 | „Nie mogę cię zapomnieć”                                | 55                           | 28                           | 2                            | X                            | 25                           | 1                            | 1                            | 1                            | 1                            |                         |                 | Modern Rocking                              |
| 2010 | „Zima”                                                  | –                            | X                            | –                            | –                            | X                            | 3                            | 2                            | –                            | –                            |                         |                 | Modern Rocking                              |
| 2010 | „Wybaczam ci”                                           | –                            | X                            | 1                            | 2                            | X                            | 1                            | –                            | –                            | 7                            |                         |                 | Modern Rocking                              |
| 2010 | „Niebo”                                                 | –                            | X                            | 2                            | –                            | X                            | 3                            | 5                            | 6                            | 12                           |                         |                 | Modern Rocking                              |
| 2014 | „Kiedy przyjdziesz do mnie”                             | –                            | X                            | –                            | –                            | X                            | 2                            | –                            | 27                           | 8                            |                         |                 | Forever Child                               |
| 2015 | „Against All Odds (Take a Look at Me Now)” (oraz LemON) | –                            | X                            | 2                            | –                            | X                            | 1                            | –                            | –                            | –                            |                         |                 | 25 lat RMF FM                               |
| 2016 | „Królowa łez”                                           | 1                            | X                            | 3                            | 4                            | X                            | 1                            | 1                            | 1                            | 2                            | - POL: diamentowa płyta | - POL: 100 000+ | Forever Child                               |
| 2017 | „KCACNL”                                                | 28                           | X                            | 1                            | –                            | X                            | –                            | –                            | 21                           | 6                            | - POL: złota płyta      | - POL: 25 000+  | Forever Child                               |
| 2018 | „Mam zły dzień”                                         | –                            | X                            | –                            | –                            | X                            | –                            | –                            | 35                           | –                            |                         |                 | Pink Punk                                   |
| 2019 | „Schiza”                                                | –                            | X                            | –                            | –                            | X                            | –                            | –                            | –                            | –                            |                         |                 | Pink Punk                                   |
| 2019 | „Kiedy powiem sobie dość”                               | –                            | X                            | –                            | –                            | X                            | –                            | –                            | –                            | –                            |                         |                 | 25 lat Agnieszki Chylińskiej i Pol’and’Rock |
| 2019 | „Winna”                                                 | –                            | X                            | –                            | –                            | X                            | –                            | –                            | –                            | –                            |                         |                 | 25 lat Agnieszki Chylińskiej i Pol’and’Rock |
| 2022 | „Jest nas więcej”                                       | 23                           | X                            | 1                            | –                            | –                            | –                            | –                            | 10                           | –                            |                         |                 | Never Ending Sorry                          |
| 2022 | „Kiedyś do ciebie wrócę”                                | 3                            | 24                           | 2                            | –                            | 16                           | 1                            | –                            | 1                            | 2                            | - POL: diamentowa płyta | - POL: 250 000+ | Never Ending Sorry                          |
| 2023 | „Drań”                                                  | 14                           | –                            | X                            | X                            | –                            | 1                            | –                            | 8                            | –                            | - POL: platynowa płyta  | - POL: 50 000+  | Never Ending Sorry                          |
| 2023 | „Kochaj ją”                                             | 22                           | –                            | X                            | X                            | –                            | 3                            | –                            | 27                           | –                            |                         |                 | Never Ending Sorry                          |
| 2023 | „Ja ci wszystko dam”                                    | –                            | –                            | X                            | X                            | –                            | –                            | –                            | –                            | –                            |                         |                 | Never Ending Sorry                          |
| „–” oznacza, że singel nie był notowany na danej liście. „X” oznacza, że lista nie istniała w danym okresie. |                                                         |                              |                              |                              |                              |                              |                              |                              |                              |                              |                         |                 |                                             |

#### Z gościnnym udziałem
| Rok  | Tytuł                                            | Najwyższe pozycje na listach | Najwyższe pozycje na listach | Album         |
| Rok  | Tytuł                                            | LP3                          | SLiP                         | Album         |
| ---- | ------------------------------------------------ | ---------------------------- | ---------------------------- | ------------- |
| 2008 | „Angelene” (Hey, gościnnie: Agnieszka Chylińska) | 9                            | 1                            | MTV Unplugged |

## Filmografia
| Rok  | Tytuł                                                         | Rola          | Uwagi |
| ---- | ------------------------------------------------------------- | ------------- | --- |
| 1997 | Musisz żyć                                                    | ona sama      | dramat obyczajowy, reżyseria: Konrad Szołajski                                                                 |
| 1999 | Ostatnia misja                                                | ona sama      | dramat, reżyseria: Wojciech Wójcik                                                                             |
| 2006 | 7 krasnoludków: Las to za mało – historia jeszcze prawdziwsza | Zła Królowa   | rola dubbingowana, komedia, reżyseria: Sven Unterwaldt Jr. (Cezary Morawski)                                   |
| 2008 | Niania                                                        | Natalia Dębka | odc. 108, serial fabularny, reżyseria: Jerzy Bogajewicz                                                        |
| 2008 | Historia polskiego rocka                                      | ona sama      | film dokumentalny, reżyseria: Leszek Gnoiński, Wojciech Słota                                                  |
| 2010 | Disco robaczki                                                | Gocha         | tylko w piosence „Ja siłę mam”, rola dubbingowana, komedia, reżyseria: Thomas Borch Nielsen (Jarosław Boberek) |

## Teledyski
| Rok  | Utwór                       | Reżyseria                       |
| ---- | --------------------------- | ------------------------------- |
| 2009 | „Nie mogę cię zapomnieć”    | Jacek Kościuszko                |
| 2010 | „Wybaczam ci”               | Jacek Kościuszko                |
| 2010 | „Niebo”                     | Jacek Kościuszko                |
| 2014 | „Kiedy przyjdziesz do mnie” | Dariusz Szermanowicz (Grupa 13) |
| 2016 | „Królowa łez”               | Adam Gawenda                    |
| 2018 | „Mam zły dzień”             | Tadeusz Śliwa                   |
| 2019 | „Schiza”                    | Adam Gawenda                    |
| 2022 | „Jest nas więcej”           | Adam Gawenda                    |
| 2022 | „Kiedyś do ciebie wrócę”    | Adam Gawenda                    |
| 2023 | „Drań”                      | Adam Gawenda                    |
| 2023 | „Kochaj ją”                 | Adam Gawenda                    |
| 2023 | „Ja ci wszystko dam”        | Adam Gawenda                    |

## Publikacje
- Agnieszka Chylińska, Marek Bogumił, Zezia i Giler, Wydawnictwo Pascal, 2012, ISBN 978-83-7642-089-9.
- Agnieszka Chylińska, Zezia, Giler i Oczak, Wydawnictwo Pascal, 2013, ISBN 978-83-7642-237-4.
- Agnieszka Chylińska, Labirynt Lukrecji, Wydawnictwo Pascal, 2014
- Agnieszka Chylińska, Zezia i wszystkie problemy świata, Wydawnictwo Pascal, 2015
- Agnieszka Chylińska, Zezia, miłość i bunt na statku, Wydawnictwo Pascal, 2019
- Agnieszka Chylińska, Giler, trampolina i reszta świata, Wydawnictwo Pascal, 2019 ISBN 978-83-8103-559-0.
- Agnieszka Chylińska, Dzielny Oczak, Wydawnictwo Pascal, 2020
- Agnieszka Chylińska, Anka Skakanka, Wydawnictwo Pascal, 2020

## Nagrody i wyróżnienia
| Rok  | Nagroda                      | Kategoria                                                                       | Uwagi      |
| ---- | ---------------------------- | ------------------------------------------------------------------------------- | ---------- |
| 1995 | Nagroda Telewizji Polskiej   | Muzyczna indywidualność                                                         | Wygrana    |
| 1995 | Tylko Rock                   | Wokalistka roku                                                                 | Wygrana    |
| 1995 | Tylko Rock                   | Nadzieja roku                                                                   | Wygrana    |
| 1996 | Fryderyki 1996               | Wokalistka roku                                                                 | Nominacja  |
| 1996 | Fryderyki 1996               | Autor roku                                                                      | Nominacja  |
| 1997 | Brum                         | Wokalistka roku                                                                 | Wygrana    |
| 1997 | Super Express                | Wokalistka roku                                                                 | Wygrana    |
| 1999 | Fryderyki 1999               | Wokalistka roku                                                                 | Nominacja  |
| 1999 | Fryderyki 1999               | Autor roku                                                                      | Nominacja  |
| 1999 | Mikrofony Popcornu           | Osobowość roku                                                                  | Wygrana    |
| 1999 | Tylko Rock                   | Wokalistka roku                                                                 | Wygrana    |
| 2001 | Fryderyki 2001               | Wokalistka roku                                                                 | Nominacja  |
| 2001 | Fryderyki 2001               | Autor roku                                                                      | Nominacja  |
| 2002 | Paszport „Polityki”          | Rock-Pop-Estrada                                                                | Wygrana    |
| 2004 | Fryderyki 2004               | Wokalistka roku                                                                 | Nominacja  |
| 2010 | Viva Comet 2010              | Artystka roku                                                                   | Nominacja  |
| 2010 | Viva Comet 2010              | Image roku                                                                      | Wygrana    |
| 2010 | Złote Dzioby                 | Artystka roku                                                                   | Nominacja  |
| 2010 | Złote Dzioby                 | Przebój roku („Nie mogę Cię zapomnieć”)                                         | Wygrana    |
| 2010 | Bravoora                     | Szok roku (Zaskakująca płyta Modern Rocking)                                    | VI miejsce |
| 2010 | Bravoora                     | Artystka roku                                                                   | IX miejsce |
| 2010 | Fryderyki 2010               | Wokalistka roku                                                                 | Nominacja  |
| 2010 | Fryderyki 2010               | Album roku pop (Modern Rocking)                                                 | Nominacja  |
| 2010 | Fryderyki 2010               | Piosenka roku („Nie mogę Cię zapomnieć”)                                        | Nominajca  |
| 2010 | Fryderyki 2010               | Wideoclip roku („Nie mogę Cię zapomnieć”)                                       | Nominacja  |
| 2010 | Nagroda ZPAV                 | Cyfrowa Piosenka Roku („Nie mogę Cię zapomnieć”)                                | Wygrana    |
| 2010 | Viva! Najpiękniejsi          | Najpiękniejsza Polka                                                            | Nominacja  |
| 2010 | Kobieta Roku Glamour 2009    | Kobieta Roku Glamour                                                            | Nominacja  |
| 2010 | Plotki Roku 2009             | Gwiazda medialna roku                                                           | Wygrana    |
| 2010 | Eska Music Awards 2010       | Artystka roku – Polska                                                          | Wygrana    |
| 2010 | Eska Music Awards 2010       | Hit roku – Polska („Nie mogę Cię zapomnieć”)                                    | Nominacja  |
| 2010 | TOPtrendy 2010               | Najlepiej sprzedająca się płyta 2009 roku (Modern Rocking)                      | IV miejsce |
| 2010 | Superjedynki                 | Hit roku („Nie mogę Cię zapomnieć”)                                             | Wygrana    |
| 2010 | Superjedynki                 | Album roku – Pop (Modern Rocking)                                               | Wygrana    |
| 2010 | MTV Europe Music Awards 2010 | Najlepszy polski wykonawca                                                      | Nominacja  |
| 2011 | Telekamery 2011              | Muzyka                                                                          | Wygrana    |
| 2011 | Viva Comet 2011              | Artystka roku                                                                   | Nominacja  |
| 2011 | Wiktory 2011                 | Gwiazda piosenki i estrady                                                      | Nominacja  |
| 2013 | Bestsellery Empiku 2012      | Literatura dla dzieci (za książkę Zezia i Giler)                                | Wygrana    |
| 2013 | Męska Rzecz                  | Kobieta roku                                                                    | Wygrana    |
| 2014 | Telekamery 2014              | Juror                                                                           | Wygrana    |
| 2014 | TOPtrendy 2014               | Bursztynowy Słowik                                                              | Wygrana    |
| 2014 | TOPtrendy 2014               | Nagroda słuchaczy radia RMF FM                                                  | Wygrana    |
| 2014 | Eska Music Awards 2014       | Nagroda specjalna za całokształt pracy                                          | Wygrana    |
| 2014 | Yach Film 2014               | Kreacja aktorska („Kiedy przyjdziesz do mnie”)                                  | Nominacja  |
| 2015 | Plebiscyt RMF FM             | Artysta 25-lecia                                                                | 7. miejsce |
| 2015 | Telekamery 2015              | Juror                                                                           | Wygrana    |
| 2016 | Telekamery 2016              | Złota Telekamera                                                                | Wygrana    |
| 2017 | Bestsellery Empiku 2016      | Muzyka polska (za album Forever Child)                                          | Nominacja  |
| 2017 | Fryderyki 2017               | Album roku pop (Forever Child)                                                  | Nominacja  |
| 2017 | Fryderyki 2017               | Utwór roku („Królowa łez”)                                                      | Nominacja  |
| 2017 | Eska Music Awards 2017       | Najlepsza artystka                                                              | Wygrana    |
| 2017 | Eska Music Awards 2017       | Najlepszy hit („Królowa łez”)                                                   | Nominacja  |
| 2017 | Eska Music Awards 2017       | Eska TV Award – Najlepsze video („Królowa łez”)                                 | Wygrana    |
| 2023 | Fryderyki 2023               | Album roku rock (Never Ending Sorry)                                            | Nominacja  |
| 2023 | Fryderyki 2023               | Artystka roku                                                                   | Nominacja  |
| 2025 | Fryderyki 2025               | Album roku rock i blues (30 lat Agnieszki Chylińskiej – Kiedyś do ciebie wrócę) | Nominacja  |

## Odznaczenia
- Brązowy Medal „Zasłużony Kulturze Gloria Artis” – 2015[33]